# Église Saint-Barthélémy de Gérardmer
L'église Saint-Barthélémy de Gérardmer est une église catholique située sur le territoire de la commune de Gérardmer dans le département des Vosges.

## Historique
L'actuelle église Saint-Barthélemy remplace un précédent édifice construit en 1732 et détruit en grande partie le 22 juin 1940 lors de la bataille de France, au début de la Seconde Guerre mondiale.
En 1946, l'architecte parisien Robert Danis conçoit un nouvel édifice mais son projet, jugé trop traditionnel et exigu, n'est pas réalisé. Son fils, Benoît Danis, propose l'année suivante un nouveau projet qui est accepté. Les travaux se déroulent de 1952 à 1954 et sont exécutés par des entreprises gérômoises sous la conduite de Charles Gillet, architecte de la Ville.

## Caractéristiques

### Extérieur
De l'ancien édifice ne subsistent que la tour-clocher, le mur de façade d'entrée du XVIIIe siècle et une partie des murs extérieurs du reste de l'édifice.
L'édifice est construit selon un plan basilical traditionnel rectangulaire, sans transept, avec au nord la chapelle Saint-Gérard, elle aussi de forme rectangulaire. Les murs sont édifiés en grès rose.
La façade, d'une grande sobriété, dominée par la tour-clocher est percée de trois portails surmontés d'un fronton arrondi. La toiture du clocher est surmontée d'un bulbe.

### Intérieur

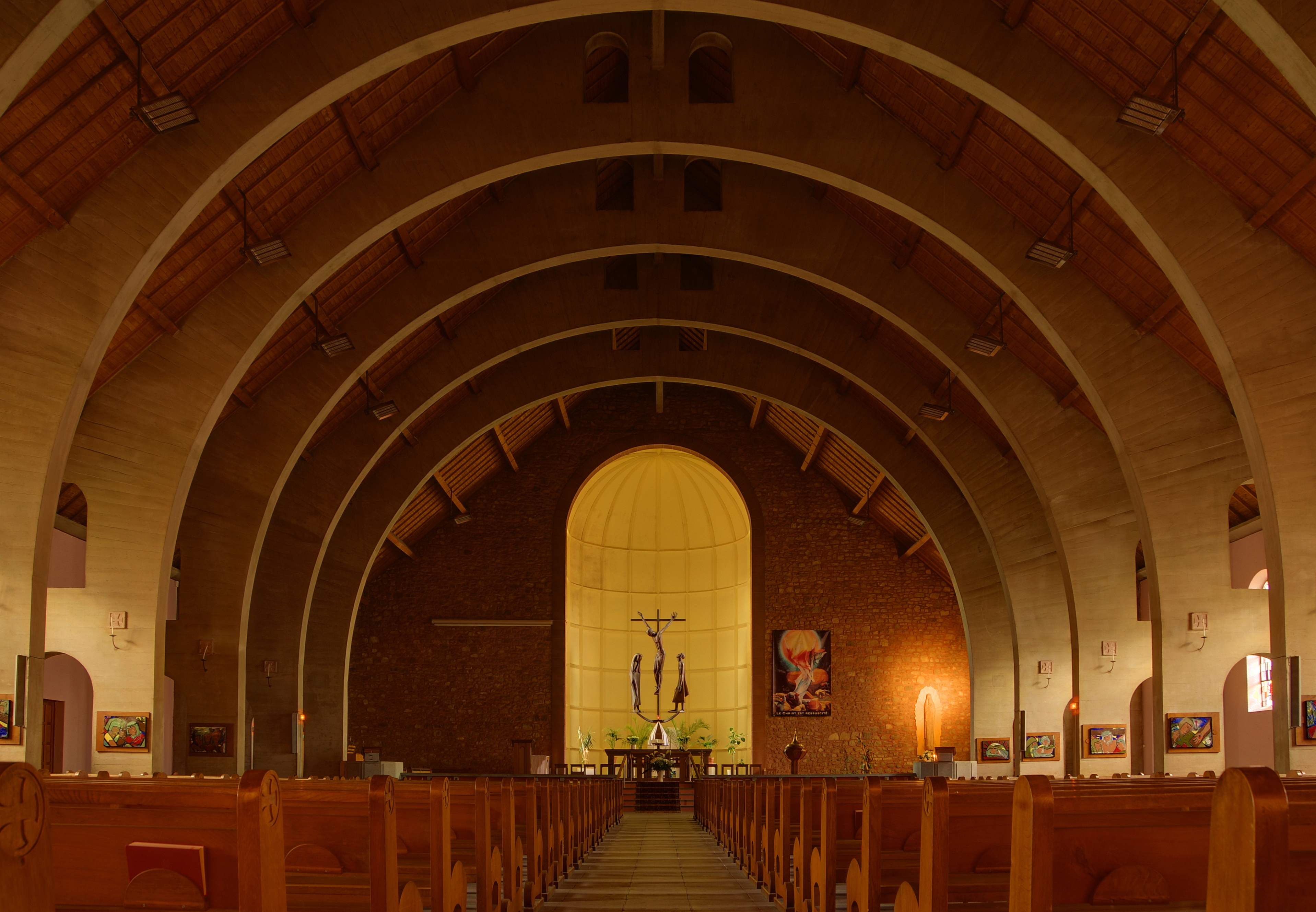
La nef vers le chœur.

La structure de la nef est faite d'arcs en béton qui soutiennent la charpente lambrissée. La voûte du chœur est en cul-de-four. 
Le calvaire en bronze dans le chœur est l'œuvre du sculpteur parisien Pierre Brun. De part et d'autre de la croix en forme d'ancre figurent la Vierge Marie et saint Jean. Pierre Brun réalisa également la statue de la Vierge en grès du mur côté droit.
Le chemin de croix en émail sur tôle d'acier a été réalisé par Thérèse Lemuhot de Gérardmer .
Les verrières sont garnies de vitraux conçus par François Chapuis et exécutés par les ateliers Ripault de Versailles. Dans la nef, les scènes représentées évoquent les paraboles du Christ ; côté sud, cinq vitraux illustrent des épisodes de la vie de la Vierge et dans la chapelle Saint-Gérard, des vitraux retracent l'histoire de l'église et les vies de saint Gérard et saint Barthélemy.
L'orgue de tribune a été construit en 1958 par la manufacture Roethinger de Strasbourg.

### Les cloches
Le clocher abrite cinq cloches :
- Le bourdon Alphonse, coulé par Georges Farnier en 1936 à Robécourt, pèse 4 817 kg, pour un diamètre de 196,5 cm. Il chante le la b2.

- Les autres cloches ont été coulées par la fonderie Bollée d'Orléans en 1948 et chantent respectivement le ré b3, le mi b3, le fa 3 et le la b3.

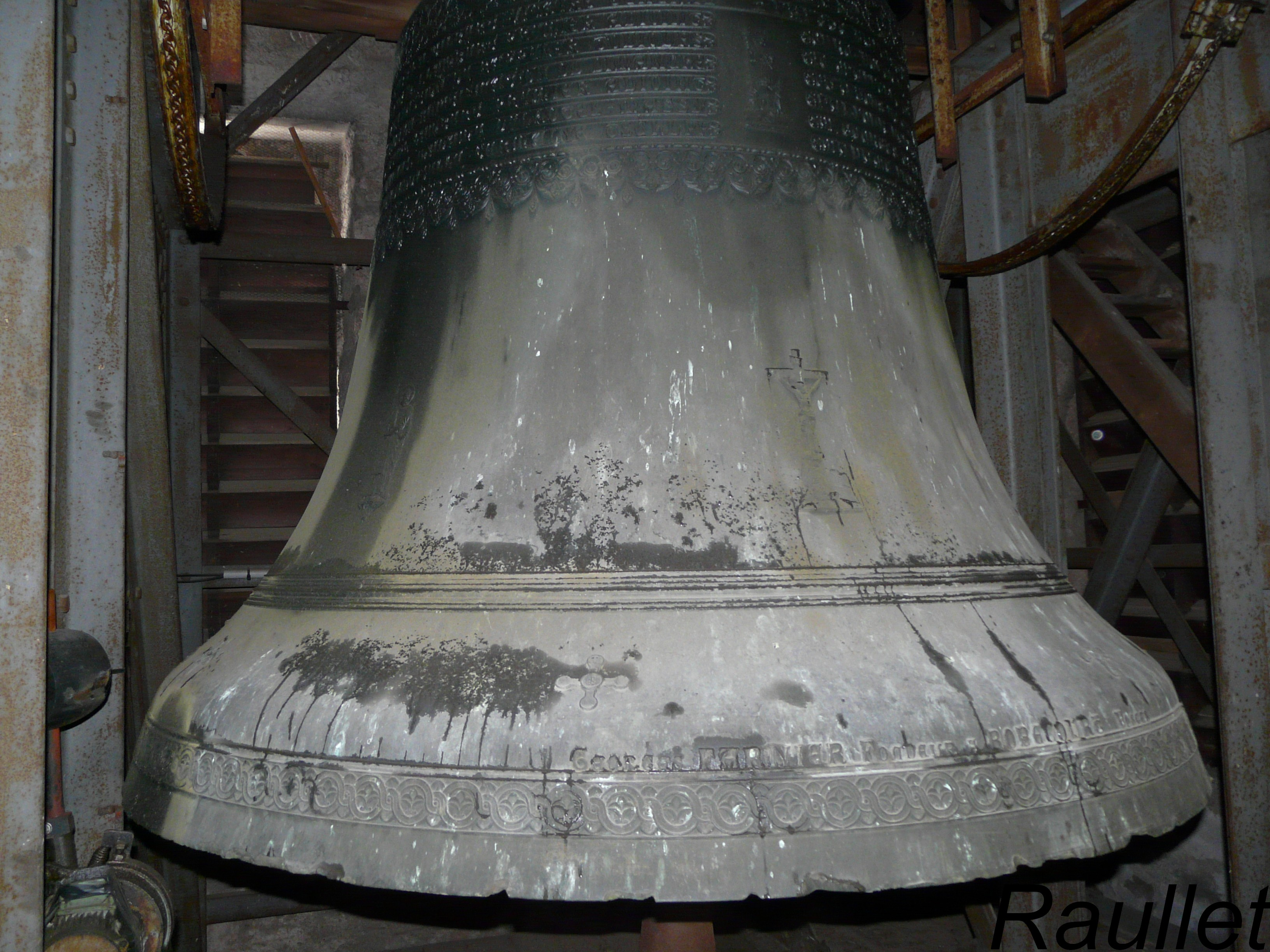
Le bourdon Alphonse.
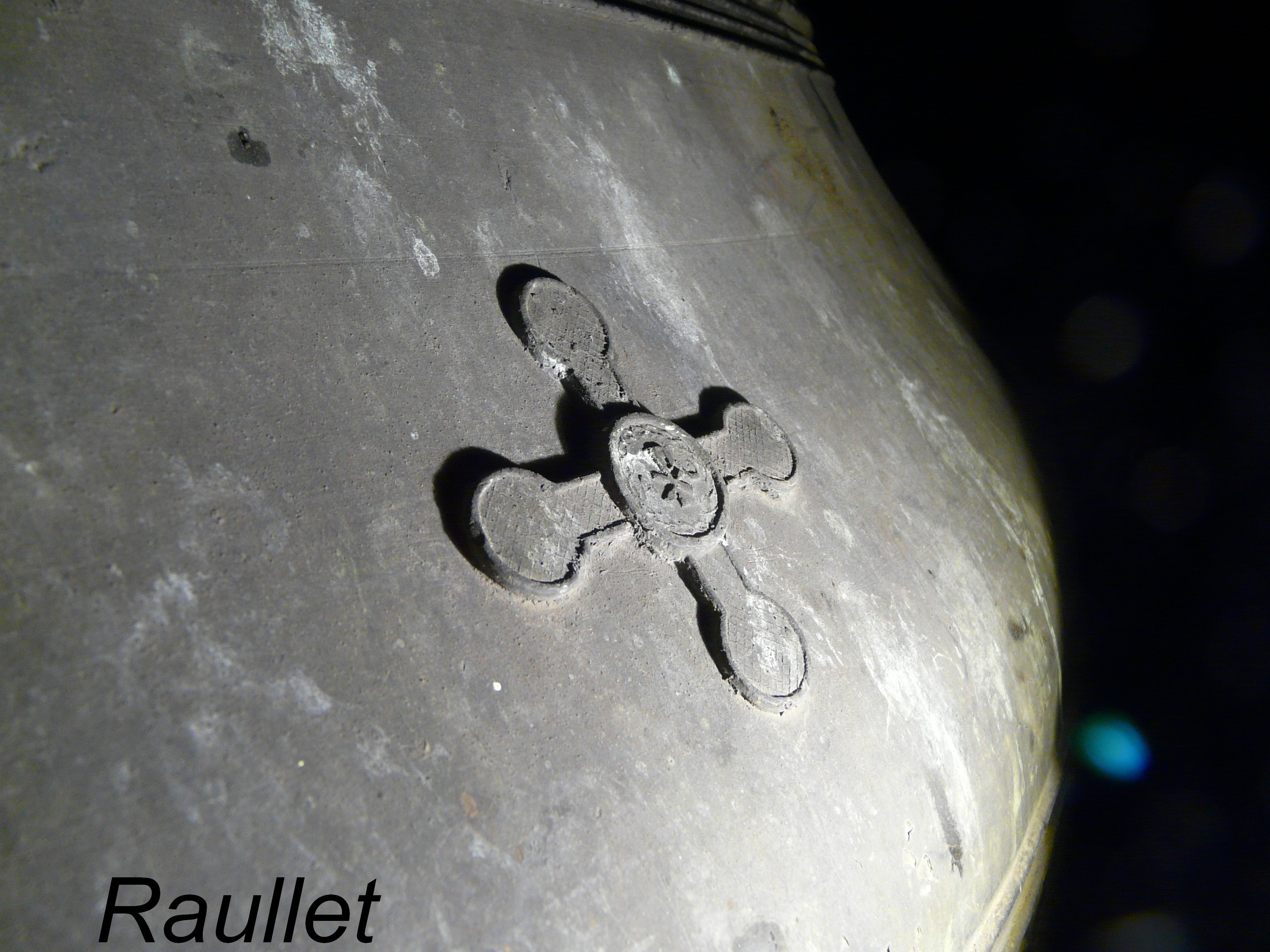
Détail du bourdon.
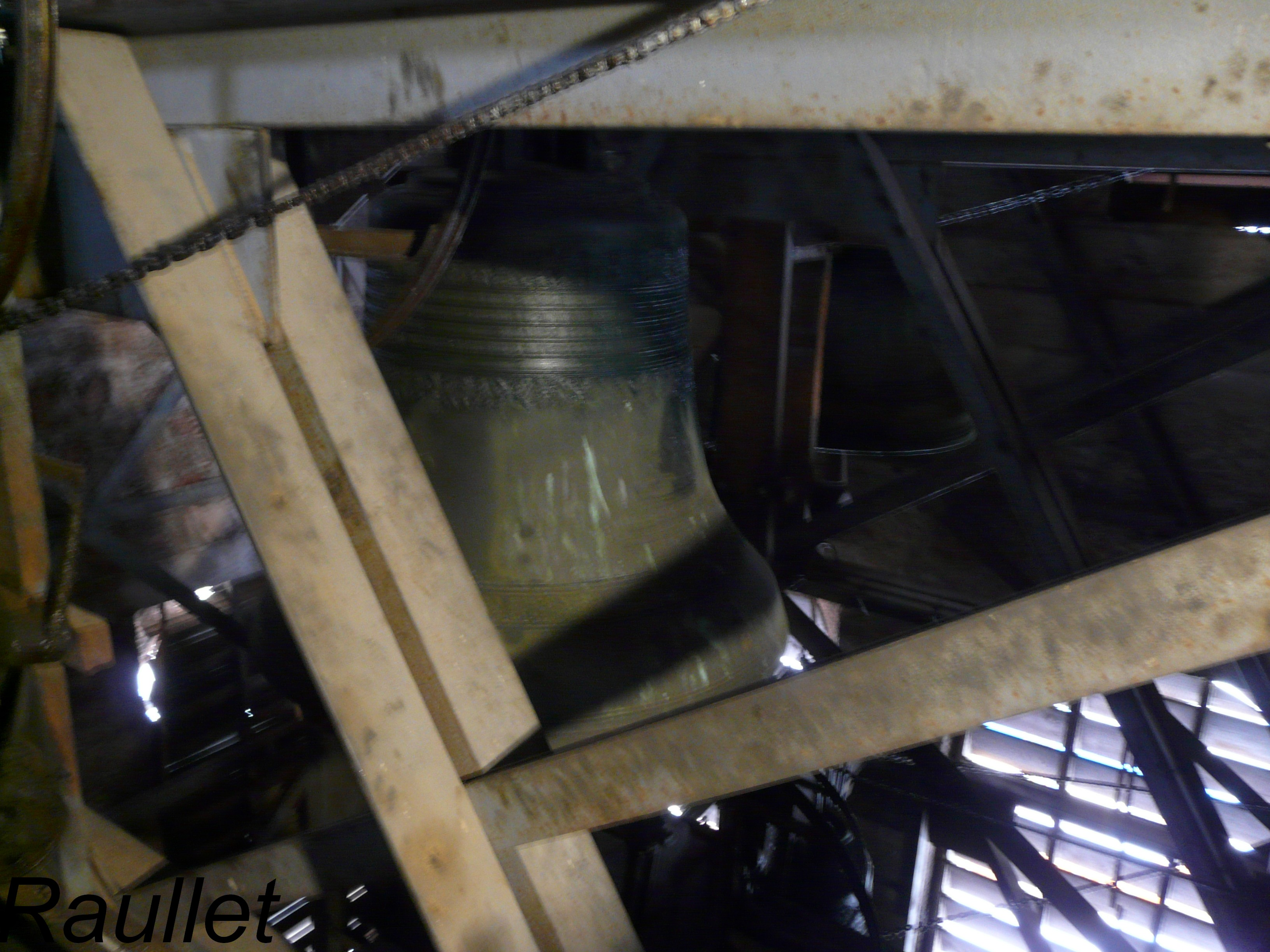
La cloche 2 de l'ensemble campanaire.
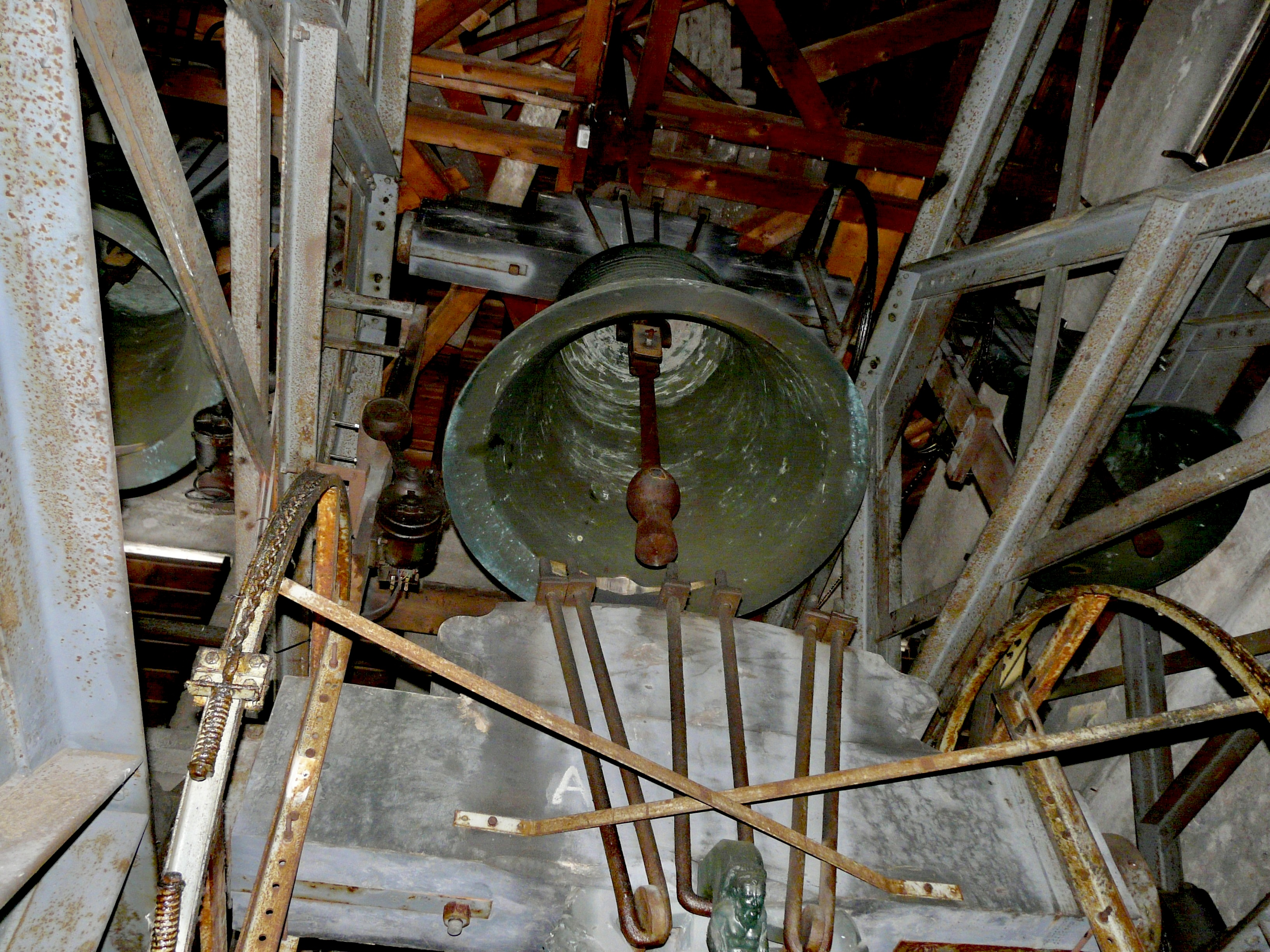
La cloche 2.
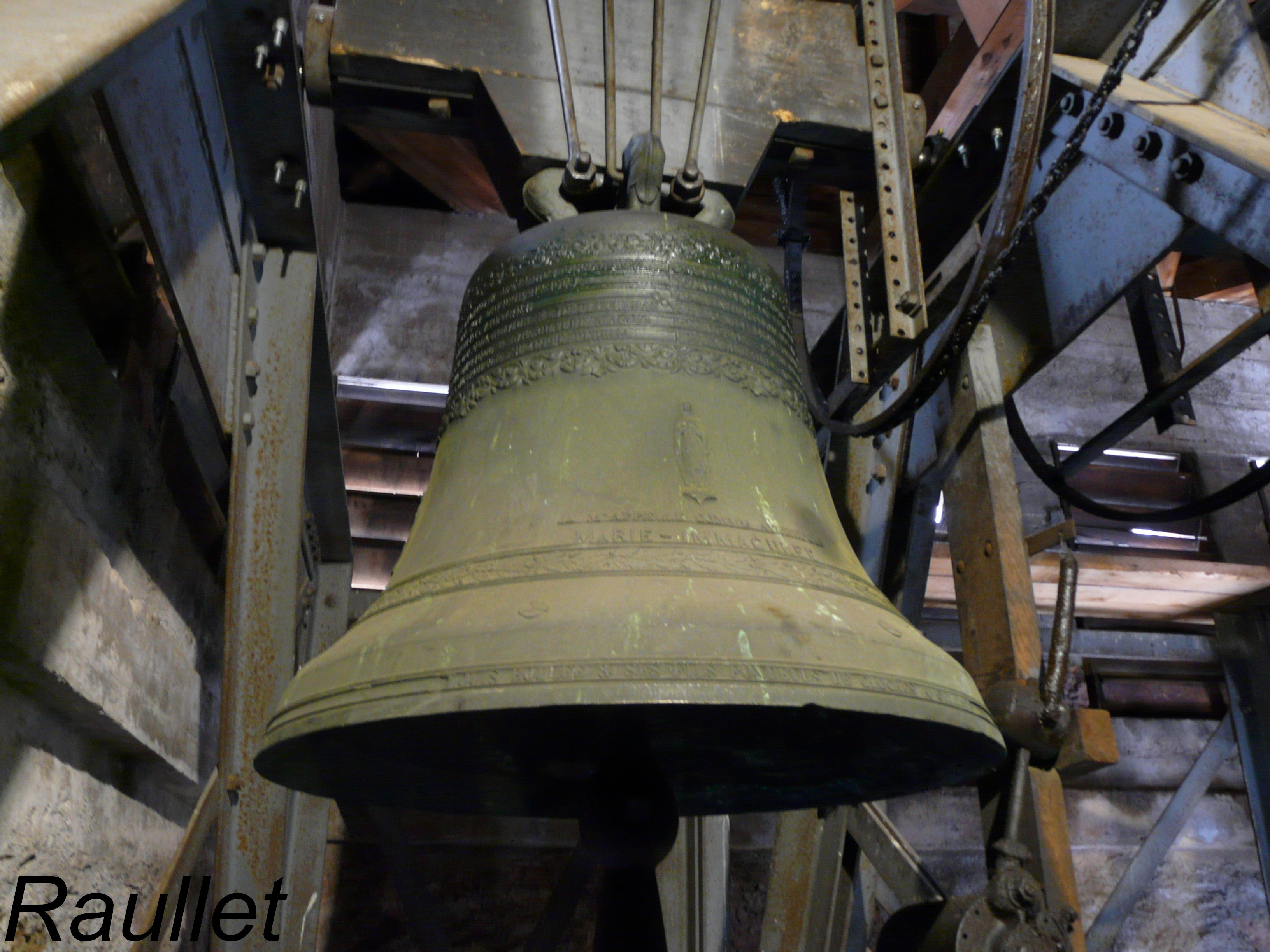
La plus petite cloche de l'ensemble campanaire.